# جون كولكوهون
جون كولكوهون (بالإنجليزية: John Colquhoun)‏ هو لاعب كرة قدم بريطاني، ولد في 14 يوليو 1963 في إستيرلينغ في المملكة المتحدة. شارك مع منتخب اسكتلندا لكرة القدم. أما مع النوادي، فقد لعب مع سانت جونستون ونادي سلتيك ونادي سندرلاند ونادي ميلوول وهارت أوف ميدلوثيان.

## وصلات خارجية
- جون كولكوهون على موقع قاعدة بيانات كرة القدم.إي يو (الإنجليزية)
- جون كولكوهون على موقع Soccerbase.com (لاعب) (الإنجليزية)